# Castell de Xavier
El castell de Xavier és damunt una lloma de la localitat espanyola de Xavier, a Navarra. Va ser construït al segle x. En aquest castell va néixer i va viure sant Francesc Xavier, fill dels senyors de Xavier, i d'aquí va prendre el nom amb el qual se'l coneixeria com a missioner. És lloc de peregrinació, especialment a la primeria de març, en les anomenades Xavierades. És bé d'interès cultural des del 1994.

## Etimologia
El nom de Xavier prové del basc etxeberri, variant dialectal de etxe (casa) i berri (nou), per la qual cosa el seu significat seria 'casa nova'. L'evolució fonètica va ser influïda pel navarrès-aragonès, i es va transformar en xavier. La grafia tradicional en castellà va ser Xavier, mentre que en basc s'escriu Xabier.

## Ubicació
Està situat en la localitat espanyola de Xavier, pertanyent a la comunitat autònoma de Navarra, a 52 km a l'est de Pamplona capital i 6 km a l'est de Sangüesa.

## Construcció
Consta de tres cossos, successivament escalonats en ordre d'antiguitat. Destaquen la Torre del Sant Crist, bastió i capella on es troba un interessant crucifix gòtic i una sèrie de pintures murals representant la dansa de la mort, única a Espanya; la torre de l'homenatge, anomenada de San Miguel (el més antic del castell) i el museu dedicat a la vida del sant. En els seus basaments hi ha petjades i sòcols musulmans que podrien ser del segle X. En el segle x es va formar el primer recinte envolupant que va acollir les primeres habitacions. En el segle xiii es van agregar, per les quatre orientacions, dos cossos poligonals i dues torres flanquejants.

## Història
El castell i la vila de Xavier van ser guanyats per Sanç VII de Navarra entorn de l'any 1223. Un noble aragonès els havia donat com a garantia per un préstec de 9000 sous que li va concedir el monarca navarrès, però en acabar el termini i no poder fer front al pagament, van passar a la propietat de Sanç. No era la primera vegada, ni seria l'última, perquè Sanç VII va ser un dels grans prestadors de la Corona d'Aragó, i gràcies als préstecs no retornats, es va ensenyorir d'una sèrie de viles i castells lliurats com a aval que el van ajudar a reforçar les seves fronteres amb Aragó: Escó, Peña, Petilla, Gallur, Trasmoz, Sádaba, etc.
El 1236 el castell va ser lliurat pel rei Teobald I a Adan de Sada. Després de la conquesta de Navarra el castell i la vila com a feu pertanyien a María de Azpilcueta, oriünda de Baztan, casada amb Joanes Jatsu, la família de la qual defensava la independència del regne. Per aquest motiu el Cardenal Cisneros va ordenar la demolició completa del castell el 1516, encara que només es va realitzar un escapçat de la part forta d'aquest:
- Es va derrocar tota la muralla que l'envoltava i que estava guarnida de merlets i espitlleres.
- Es va emplenar el fossat, igualant-lo al terreny.
- Es van destruir dues grans portalades.
- Es van derrocar dues torres rodones.
- Es va demolir el pont llevadís i, dins de la muralla, el jardí i l'estatge dels conills.
- La torre d'Homenatge de San Miguel va ser rebaixada a la meitat.

### Segles XIX-XX
Després de successives herències, la propietat del castell, juntament amb la resta del poble de Xavier, va recaure a la Casa de Villahermosa.

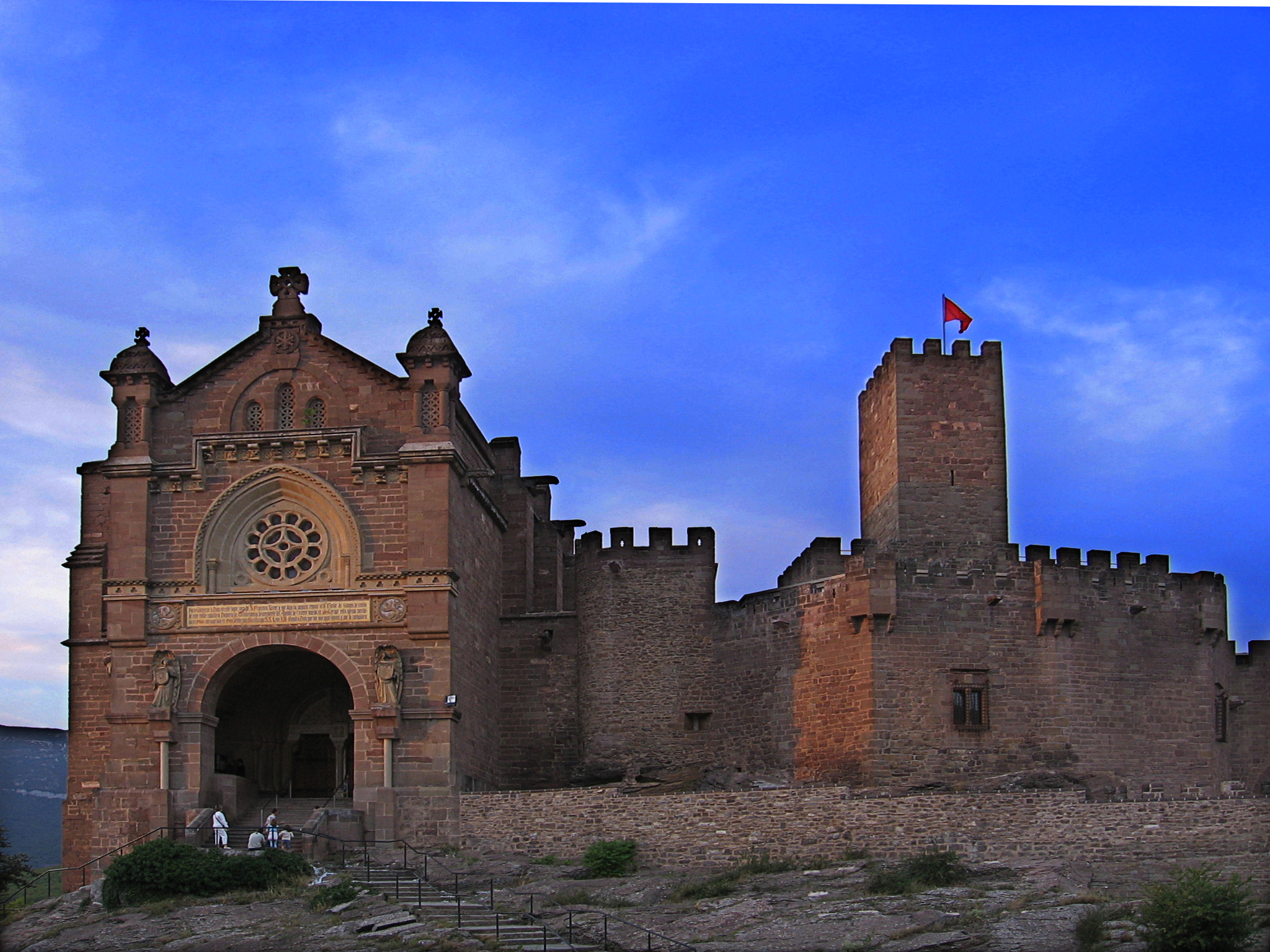
El castell i la basílica annexa del

A la fi del segle xix, el castell estava pràcticament en ruïnes, i per iniciativa dels seus propietaris, María del Carmen d'Aragón-Azlor, duquessa de Villahermosa, i el seu marit José Manuel de Goyeneche, comte de Guaqui, es van començar les obres de restauració.
La sobtada defunció sense descendència del comte de Guaqui el 1893 va fer perillar la continuació de les obres per falta de fons. No obstant això, els germans del comte, el marquès de Villafuerte, les duquesses de Goyeneche i Gamio i José Sebastián de Goyeneche, mitjançant escriptures notarials atorgades el 30 d'abril de 1894 i 9 de març de 1895 van acordar reconèixer a la duquessa de Villahermosa l'usdefruit vitalici de tota l'herència del seu marit per a així poder fer front a les despeses de les obres ja iniciades. Donada l'envergadura d'aquestes obres, tots els germans del comte de Guaqui també van participar amb els seus propis fons en la restauració del castell, edificació d'una basílica adossada a ell i la construcció d'habitatges per a sacerdots i cases d'exercicis. L'obra va ser encarregada a l'arquitecte Ángel Goicoechea Lizarraga i executada pel contractista tudelà Blas Morte.
Ja a principis del segle xx , la duquessa de Villahermosa va donar el castell i la basílica a la Companyia de Jesús amb la condició que el mantingués tal com se li va lliurar. En la cripta de la basílica descansen les restes dels qui van contribuir a la reconstrucció del castell i erecció de la basílica: la duquessa de Villahermosa, el seu marit José Manuel de Goyeneche (comte de Guaqui) i els germans María Josefa (duquessa de Goyeneche), Carmen (duquessa de Gamio) i José Sebastián de Goyeneche i Gamio (fundador de la Fundació Goyeneche).

Escut dels senyors de Xavier, actualment escut de la vila de Xavier

Ja en l'època moderna el castell de Xavier és la destinació d'una multitudinària peregrinació a principis de març, en honor del sant patró de Navarra, anomenada popularment Xavierada.